# Bank Audi
Bank Audi (arabsky بنك عودة‎, dříve Bank Audi-Saradar) je libanonská univerzální banka a společnost poskytující finanční služby se sídlem v Bejrútu, která nabízí finanční produkty a služby v segmentech osobního bankovnictví, podnikatelského bankovnictví, privátního bankovnictví, státní pokladny a kapitálových trhů.
Bank Audi má síť 160 poboček a více než 193 bankomatů a mezinárodní korespondenty ve 26 městech po celém světě. Působí především v Libanonu, v Evropě, v regionu MENA a v Turecku. K červnu 2023 dosáhly vklady soukromých klientů banky Audi 15,3 miliardy amerických dolarů, vlastní kapitál 1,1 miliardy amerických dolarů a konsolidovaná aktiva 18 miliard amerických dolarů.

## Historie
Společnost byla založena již v roce 1830, ale jako banka byla zaregistrována až v roce 1962.
Prvními akcionáři byli členové rodiny Audi a kuvajtští investoři. Od roku 1983 se základna akcionářů rozšířila a v současnosti ji tvoří více než 1 500 držitelů kmenových akcií a globálních depozitních certifikátů.
V roce 2004 podepsala Bank Audi smlouvu o fúzi s Banque Saradar, na jejímž základě se Saradar Holding stal jedním z největších akcionářů skupiny Bank Audi sal-Audi Saradar. Po šesti letech správy privátního bankovnictví skupiny Audi Saradar se obě banky oddělily a banka Bank Audi pokračovala v činnosti samostatně.
Dne 20. února 2019 oznámila společnost Bank Audi uzavření nové depozitní smlouvy, na jejímž základě se nástupnickou depozitní bankou pro její globální program depozitních certifikátů stává The Bank of New York Mellon, která ve funkci depozitáře nahradila Deutsche Bank Trust Company Americas.

## Kultura

### Nadační fond Audi
Nadační fond Audi byl založen v roce 2000 Raymondem Audi a jeho cílem je zachovat kulturu, dědictví a řemeslnou zručnost libanonského Sidónu.

### Korporátní sbírka umění
Banka Audi vybudovala rozsáhlou korporátní sbírku umění, která je umístěna ve třech budovách banky. Ve vile, resp. historickém sídle, které se nachází pár kroků od ulice Sursock ve čtvrti Achrafieh v Bejrútu, se ukrývají mozaiky a další antická díla. V současném sídle, které navrhl Kevin Dash v centrální čtvrti Bejrútu, se nachází moderní a současné umění z Evropy (Raoul Dufy, Édouard Vuillard, Bernard Buffet, Jacques Villon, Paul Delvaux a v atriu velká socha Tour Dentelièrea od Jeana Dubuffeta) a Libanonu (Shafic Abboud, Hanibal Srouji, Lamia Joreige, Chaouki Chamoun, Jean-Marc Nahas, Paul Wakim, Mohammad Rawas, Hussein Madi). V ženevském sídle je umístěn soubor obrazů starých mistrů (Lucas Cranach starší, Pieter Brueghel mladší, Abel Grimmer, Frans Snyders, Jan van Goyen, Jacob van Ruisdael).